# Марцинкевич, Ивона
Ивона Марцинкевич (урождённая Дзенциол, пол. Iwona Dzięcioł-Marcinkiewicz; род. 23 мая 1975, Варшава) — польская специалистка по туризму и лучница, бронзовый призёр летних Олимпийских игр 1996 года в Атланте в стрельбе из лука в командном первенстве, участница летних Олимпийских игр 2004 года и 2008 года.

## Биография
Родилась 23 мая 1975 года в Варшаве. Родители — Анджей Дзенциол (Andrzej Dzięcioł) и Ханна (урождённая Здун, Hannа Zdun).
В 1994 году Ивона Дзенциол окончила 19-й общеобразовательный лицей имени повстанцев Варшавы в Варшаве. В 2002 году окончила Институт туризма библейских стран Высшей духовной семинарии Церкви адвентистов седьмого дня в Республике Польша.
Поддерживала Бронислава Коморовского в кампании перед президентскими выборами 2015 года.

## Спортивная карьера
С 1987 года является членом секции стрельбы из лука варшавского спортивного клуба «Друкаж».
Занималась спортом (лёгкой атлетикой) ещё в Начальной школе № 60 имени Ноябрьского восстания, в старших классах также играла в волейбол и баскетбол, но хранила верность только стрельбе из лука (с 1987 года), с которой познакомилась во время случайной прогулки в Скарышевском парке, где находился клуб («Друкаж») Ирены Шидловской, серебряного призёра летних Олимпийских игр 1972 года.
На чемпионате Европы по стрельбе из лука в помещении 1996 года заняла 4-е место в командном первенстве. В том же году на Гран-при Европы заняла первое место в личном первенстве.
В возрасте 21 года, на летних Олимпийских играх 1996 года в Атланте Ивона Дзенциол заняла 57-е место в квалификационном раунде (квалифицировались 62 лучших) с результатом 599 очков, в первом этапе проиграла 158:164 Ким Гён Ук (Южная Корея), заняла 33-е место в личном первенстве и третье место вместе с Катажиной Клатой и Йоанной Квасной-Новицкой — в командном первенстве. Польки в 1/8 финала победили 233:229 россиянок, в 1/4 финала победили 242:235 украинок, в полуфинале проиграли 237:245 кореянкам, за третье место победили 244:239 турчанок. 2 сентября награждена серебряным крестом Заслуги.
На чемпионате Польши 2002 года на открытом воздухе заняла первое место в личном первенстве. На чемпионате Европы 2002 года в финском городе Оулу заняла второе место в командном первенстве (вместе с Малгожатой Соберай и Вьёлетой Мышор). На чемпионате мира 2003 года заняла пятое место в командном первенстве.
На летних Олимпийских играх 2004 года в Афинах Ивона Дзенциол заняла 28-е место в квалификационном раунде (квалифицировались 64 лучших) с результатом 628 очков, в 1/32 финала победила 119:106 Юкари Кавасаки (Япония), в 1/16 финала проиграла 157:166 Чжан Цзюаньцзюань (КНР), заняла 20-е место в личном первенстве. Заняла 15-е место вместе с Малгожатой Цвенчек (Соберай) и Юстиной Моспинек — в командном первенстве. Польки (4-е место в квалификации) в 1/8 финала уступили 224:226 француженкам (14-е место в квалификации).
На чемпионате Польши в помещении 2004 года заняла первое место в личном первенстве. На чемпионате Европы 2004 года в Брюсселе заняла первое место в личном первенстве и третье — в командном (вместе с Малгожатой Соберай и Юстиной Моспинек). На чемпионате Польши на открытом воздухе 2005 года заняла второе место в личном первенстве. На чемпионате Европы 2006 года в Афинах заняла третье место в командном первенстве (вместе с Малгожатой Цвенчек и Юстиной Моспинек). На чемпионате Польши в помещении 2006 года заняла первое место в личном первенстве. На чемпионате мира 2005 года заняла пятое место в командном первенстве. На чемпионате Европы 2008 года во французской коммуне Виттель заняла первое место в личном первенстве.
На летних Олимпийских играх 2008 года в Пекине Ивона Дзенциол заняла 43-е место в квалификационном раунде (квалифицировались 64 лучших) с результатом 620 очков, в 1/32 финала победила 103:101 Бомбайла Деви Лайшрам (Индия), в 1/16 финала проиграла 103:104 Наталье Эрдыниевой (Россия), заняла 26-е место в личном первенстве и шестое место в командном первенстве вместе с Малгожатой Цвенчек и Юстиной Моспинек. Польки (4-е место в квалификации) в 1/8 финала сыграли вничью, в 1/4 финала проиграли 211:218 француженкам.
Работает в офисе Олимпийского комитета Польши. В 2023 году Ивона Марцинкевич назначена советником по «двойной карьере» Олимпийского комитета Польши. Была членом миссии Олимпийского комитета Польши, на XV зимнем Европейском юношеском Олимпийском фестивале 2022 года в финском курорте Вуокатти, на XVI летнем Европейском юношеском Олимпийском фестивале 2022 года в словацкой Банска-Бистрице, на XVI зимнем Европейском юношеском Олимпийском фестивале 2023 года в итальянской области Фриули-Венеция-Джулия, на III Европейских играх 2023 года в Кракове и XVII летнем Европейском юношеском Олимпийском фестивале 2023 года в словенском городе Марибор.

## Личная жизнь
Вышла замуж за лучника Роберта Марцинкевича (Robert Marcinkiewicz). У пары в 2000 году родилась дочь Мария.